# Suhlendorf
Suhlendorf is een gemeente in de Duitse deelstaat Nedersaksen. De gemeente maakt deel uit van de Samtgemeinde Rosche in het Landkreis Uelzen. Suhlendorf telt 2.404 inwoners.
Tot de gemeente  Suhlendorf behoren, naast het gelijknamige dorp, nog verscheidene andere dorpjes. Dit zijn Dallahn, Dalldorf, Groß- en Klein-Ellenberg, Grabau, Güstau, Kölau, Molbath, Nestau, Növenthien, Rassau, Schlieckau en Wellendorf.
Direct ten oosten van de gemeente ligt het licht heuvelachtige Naturpark Elbufer-Drawehn. Zie ook: Lüneburger Heide.
De Bundesstraße 71 loopt door Suhlendorf en het 4 km ten westen daarvandaan gelegen Wellendorf naar de stad Uelzen, dat 16 km ten westen van Suhlendorf  ligt. De stad Salzwedel ligt aan dezelfde weg, 28 km in oostelijke richting.  
- Gemeinsame Normdatei: 4355725-9
- Virtual International Authority File: 243838867

Altenmedingen · 
Bad Bevensen · 
Bad Bodenteich · 
Barum · 
Bienenbüttel · 
Ebstorf · 
Eimke · 
Emmendorf · 
Gerdau · 
Hanstedt · 
Himbergen · 
Jelmstorf · 
Lüder · 
Natendorf · 
Oetzen · 
Rätzlingen · 
Römstedt · 
Rosche · 
Schwienau · 
Soltendieck · 
Stoetze · 
Suderburg · 
Suhlendorf · 
Uelzen · 
Weste · 
Wrestedt · 
Wriedel